# Клаудія Мусіньйо
Клаудія Мусіньйо (ісп. Claudia Muciño; нар. 16 грудня 1971) — колишня мексиканська тенісистка.
Найвищу одиночну позицію світового рейтингу — 623 місце досягла 2 жовтня 1995, парну — 254 місце — 26 червня 1995 року.
Здобула 6 парних титулів.

## Фінали ITF

### Парний розряд: 13 (6–7)
| Результат | Ранг | Дата            | Турнір                         | Покриття | Партнерка             | Суперниці                             | Рахунок         |
| --------- | ---- | --------------- | ------------------------------ | -------- | --------------------- | ------------------------------------- | --------------- |
| Перемога  | 1.   | 11 жовтня 1992  | Мехіко, Мексика                | Ґрунт    | Лусіла Бесерра        | Fanny Hernández Cynthia Ojeda         | 6–3, 6–1        |
| Поразка   | 1.   | 3 березня 1993  | Монтеррей, Мексика             | Ґрунт    | Happy Ho              | Caroline Schuck Еуженія Мая           | 6–7(6), 1–6     |
| Поразка   | 2.   | 10 травня 1993  | Торреон, Мексика               | Тверде   | Сілвія Шенк           | Шочітль Ескобедо Лусіла Бесерра       | 6–7(11–13), 2–6 |
| Поразка   | 3.   | 27 вересня 1993 | Гвадалахара (Мексика), Мексика | Ґрунт    | Happy Ho              | Лусіла Бесерра Шочітль Ескобедо       | 2–6, 1–6        |
| Поразка   | 4.   | 13 березня 1994 | Монтеррей, Мексика             | Тверде   | Сілвія Шенк           | Sophie Cortina Natalja Vojinović      | 5–7, 6–2, 4–6   |
| Поразка   | 5.   | 16 травня 1994  | Гвадалахара (Мексика), Мексика | Ґрунт    | Паула Уманья          | Шочітль Ескобедо Лусіла Бесерра       | 4–6, 4–6        |
| Перемога  | 2.   | 20 червня 1994  | Толука-де-Лердо, Мексика       | Тверде   | Лусіла Бесерра        | Kellie Dorman-Tyrone Шочітль Ескобедо | 6–0, 6–4        |
| Перемога  | 3.   | 18 липня 1994   | Мехіко, Мексика                | Тверде   | Лусіла Бесерра        | Паула Уманья Хімена Родрігес          | 5–7, 6–4, 6–3   |
| Поразка   | 6.   | 3 жовтня 1994   | Сакатекас (Сакатекас), Мексика | Ґрунт    | Марія Долорес Кампана | Шочітль Ескобедо Лусіла Бесерра       | 4–6, 4–6        |
| Перемога  | 4.   | 26 березня 1995 | Монтеррей, Мексика             | Тверде   | Сілвія Шенк           | Mayuko Koshiba Мінді Вейнер           | 6–2, 7–6(3)     |
| Перемога  | 5.   | 1 квітня 1996   | Тампіко, Мексика               | Ґрунт    | Джоелл Шад            | Йоанніс Монтесіно Белькіс Родрігес    | 6–2, 6–3        |
| Поразка   | 7.   | 20 жовтня 1996  | Коацакоалькос, Мексика         | Тверде   | Марія Долорес Кампана | Трейсі Гаєте Рената Колбовіч          | 3–6, 3–6        |
| Перемога  | 6.   | 27 жовтня 1996  | Пуебла (місто), Мексика        | Тверде   | Марія Долорес Кампана | Аурора Джима Ana Paola González       | 6–1, 6–3        |